# 北茨城市
北茨城市（きたいばらきし）は、関東の北部、茨城県北東部の県北地域にある市。

## 概要
茨城県の最北端で、律令時代には東海道の最北端でもあった。
20世紀頭になると、久原房之助が常磐炭田の運営に乗り出し、炭鉱町として発展した。炭鉱町の時期は、高度経済成長期まで続いた。
常磐線・国道6号・常磐自動車道が縦断し、南の水戸市までは57キロメートル (km)、日立市までは25 km、北のいわき市平までは38 km、いわき市小名浜までは25 kmである。このため、県境を越えたいわき市との関係も親密であり、観光面でも、県内の他の市町村とよりも、いわき市と提携する傾向が強い。又、いわき市の小名浜以南では、北茨城市の景勝案内が随所で見られる。商圏では、概して日立や平への傾斜が目立つ。
野口雨情の出身地であり、岡倉天心が愛でた五浦海岸を抱えるなど、美的な景勝地が多い。天心と親交のあったインドの詩人タゴールも訪れている。

## 地理
市域は北西に細い角を伸ばす三角形をしており、北がいわき市、南が高萩市、西の端が鮫川村と塙町に接する。市域の大半は低い多賀山地の山林である。東に太平洋に面し、市街は海岸沿いの平地にある。北西部の花園山から花園川が南東に下り、海岸近くで大北川に合流する。大北川は西の高萩市から来て太平洋に注ぐ。北部では里根川が北西から南東に流れる。花園山は分水嶺で、山の西はいわき市の鮫川水系に属する四時川の上流部となっている。
- 山：和尚山(804.0m)、栄蔵室(881.6m)、花園山(798m)、鷹巣山(559.4m)、高帽山(431m)
- 川：里根川、大北川、花園川、木皿川、四時川
- 湖沼・ダム：水沼ダム

### 気候
| 北茨城（1991年 - 2020年）の気候    | 北茨城（1991年 - 2020年）の気候 | 北茨城（1991年 - 2020年）の気候 | 北茨城（1991年 - 2020年）の気候 | 北茨城（1991年 - 2020年）の気候 | 北茨城（1991年 - 2020年）の気候 | 北茨城（1991年 - 2020年）の気候 | 北茨城（1991年 - 2020年）の気候 | 北茨城（1991年 - 2020年）の気候 | 北茨城（1991年 - 2020年）の気候 | 北茨城（1991年 - 2020年）の気候 | 北茨城（1991年 - 2020年）の気候 | 北茨城（1991年 - 2020年）の気候 | 北茨城（1991年 - 2020年）の気候 |
| 月                                 | 1月                             | 2月                             | 3月                             | 4月                             | 5月                             | 6月                             | 7月                             | 8月                             | 9月                             | 10月                            | 11月                            | 12月                            | 年                              |
| ---------------------------------- | ------------------------------- | ------------------------------- | ------------------------------- | ------------------------------- | ------------------------------- | ------------------------------- | ------------------------------- | ------------------------------- | ------------------------------- | ------------------------------- | ------------------------------- | ------------------------------- | ------------------------------- |
| 最高気温記録 °C （°F）             | 20.2 (68.4)                     | 22.8 (73)                       | 24.8 (76.6)                     | 25.7 (78.3)                     | 30.3 (86.5)                     | 33.4 (92.1)                     | 35.3 (95.5)                     | 35.7 (96.3)                     | 34.0 (93.2)                     | 32.1 (89.8)                     | 24.5 (76.1)                     | 24.3 (75.7)                     | 35.7 (96.3)                     |
| 平均最高気温 °C （°F）             | 8.4 (47.1)                      | 8.6 (47.5)                      | 11.2 (52.2)                     | 15.6 (60.1)                     | 19.4 (66.9)                     | 22.1 (71.8)                     | 25.7 (78.3)                     | 27.4 (81.3)                     | 25.0 (77)                       | 20.4 (68.7)                     | 15.7 (60.3)                     | 10.9 (51.6)                     | 17.5 (63.5)                     |
| 日平均気温 °C （°F）               | 3.6 (38.5)                      | 3.8 (38.8)                      | 6.5 (43.7)                      | 11.0 (51.8)                     | 15.3 (59.5)                     | 18.6 (65.5)                     | 22.1 (71.8)                     | 23.8 (74.8)                     | 21.1 (70)                       | 16.2 (61.2)                     | 11.0 (51.8)                     | 6.0 (42.8)                      | 13.2 (55.8)                     |
| 平均最低気温 °C （°F）             | −1.2 (29.8)                     | −1.0 (30.2)                     | 1.7 (35.1)                      | 6.3 (43.3)                      | 11.3 (52.3)                     | 15.5 (59.9)                     | 19.4 (66.9)                     | 20.9 (69.6)                     | 17.9 (64.2)                     | 12.3 (54.1)                     | 6.2 (43.2)                      | 1.2 (34.2)                      | 9.2 (48.6)                      |
| 最低気温記録 °C （°F）             | −9.0 (15.8)                     | −9.3 (15.3)                     | −5.9 (21.4)                     | −3.7 (25.3)                     | 2.5 (36.5)                      | 6.1 (43)                        | 12.3 (54.1)                     | 12.0 (53.6)                     | 9.1 (48.4)                      | 1.7 (35.1)                      | −2.7 (27.1)                     | −7.7 (18.1)                     | −9.3 (15.3)                     |
| 降水量 mm （inch）                 | 50.0 (1.969)                    | 45.9 (1.807)                    | 99.9 (3.933)                    | 128.5 (5.059)                   | 156.1 (6.146)                   | 158.0 (6.22)                    | 170.4 (6.709)                   | 138.1 (5.437)                   | 183.2 (7.213)                   | 189.5 (7.461)                   | 78.7 (3.098)                    | 48.8 (1.921)                    | 1,435.4 (56.512)                |
| 平均降水日数 （≥1.0 mm）           | 4.7                             | 5.1                             | 8.8                             | 10.1                            | 11.3                            | 12.0                            | 13.3                            | 9.6                             | 11.6                            | 10.5                            | 7.1                             | 5.3                             | 109.3                           |
| 平均月間日照時間                   | 196.7                           | 183.3                           | 191.9                           | 193.6                           | 191.0                           | 141.6                           | 150.3                           | 181.3                           | 140.4                           | 143.8                           | 156.5                           | 179.4                           | 2,040.8                         |
| 出典1：Japan Meteorological Agency |                                 |                                 |                                 |                                 |                                 |                                 |                                 |                                 |                                 |                                 |                                 |                                 |                                 |
| 出典2：気象庁                      |                                 |                                 |                                 |                                 |                                 |                                 |                                 |                                 |                                 |                                 |                                 |                                 |                                 |

### 隣接している自治体
- 茨城県
  - 高萩市
- 福島県
  - いわき市
  - 東白川郡鮫川村
  - 東白川郡塙町

## 歴史

### 沿革
- 1828年（文政11年）5月 - イギリスの捕鯨船員が大津港に上陸。
- 1868年（慶応4年）6月16日 - 戊辰戦争時、奥羽越列藩同盟に対抗するため新政府軍が平潟港への上陸作戦の開始。
- 1897年（明治30年）2月25日 - 日本鉄道磐城線（現在の常磐線） 水戸 - 平（現・いわき）間が開業。
- 1926年（大正15年）8月23日 - 市内に有力鉱があった茨城無煙炭鉱が破産。炭鉱従業員と家族約1万人に影響が及ぶ[3]。
- 1956年（昭和31年）
  - 3月31日 - 多賀郡磯原町、大津町、平潟町、関南村、関本村、南中郷村が新設合併して茨城市が発足し、同日北茨城市に改称した。改称は同音の大阪府茨木市との混同および、茨城県の県庁所在地であると誤認を避けるためで、市長職務執行者の専決処分によった[4]。
  - 8月10日 - 北茨城市市章を制定[5]。
- 1957年（昭和32年）10月 - 北茨城市市庁舎が竣工[6]。
- 1961年（昭和36年）7月 - 北茨城市庁舎増築工事が完成[6]。
- 1963年（昭和38年）
  - 6月 - 日本国有鉄道常磐線 上野 - 平（現・いわき）間電化開通[6]。
  - 11月 - 茨城大学五浦研究所内に天心記念館が完成[6]。
- 1964年（昭和39年）3月25日 - 交通安全都市宣言[7]。
- 1966年（昭和41年）6月 - 水沼ダムが茨城県内最初のダムとして完成[8]。
- 1967年（昭和42年）
  - 3月 - 日本初のIC回路使用UHFテレビ局が北茨城市平潟に開局[9]。
  - 4月 - 華川浄水場からの給水を開始[10]。
  - 5月 - 磯原町上相田にごみ処理場が完成[6][11]。
  - 12月25日 - 市制10周年を記念して北茨城市市民歌を決定[12]。
- 1968年（昭和43年）
  - 4月1日 - 北茨城市消防本部が設置される[13]。
  - 9月1日 - 消防本部及び消防署が開庁する[13]。
- 1972年（昭和47年）4月 - 北茨城市立病院（現：北茨城市民病院）を改装[14][15]。
- 1976年（昭和51年）5月24日 - 昭和天皇・香淳皇后が茜平青少年の家を視察[16]。
- 1977年（昭和52年）9月 - 昭和52年台風11号により市内で被害発生[17]。
- 1978年（昭和53年）5月 - 市民体育館、市民プール、サッカー・ラグビー場が完成[17]。
- 1979年（昭和54年）
  - 4月 - 北茨城市清掃センターが操業開始[11][17]。
  - 9月 - 巡回文庫（移動図書館）が開始[18]。
  - 9月28日 - 福島県塙町と消防相互応援協定締結[19]。
- 1980年（昭和55年）
  - 4月 - 市民野球場（現：磯原地区公園野球場）がオープン[20]。
  - 9月1日 - 北茨城市歴史民俗資料館が開館[21]。
- 1981年（昭和56年）6月13日 - 北茨城市民憲章、市の鳥・木・花を制定[22][5]。
- 1982年（昭和57年）11月 - 市のPR映画「のびゆく北茨城」が完成[18]。
- 1983年（昭和58年）11月 - 環境センターが完成[18][11]。
- 1985年（昭和60年）2月5日 - 高萩市と消防相互応援協定締結[19]。
- 1987年（昭和62年）
  - 9月28日 - 核兵器廃絶・平和都市宣言[23]。
  - 10月 - 新市庁舎が完成（11月業務開始）[24]。
- 1988年（昭和63年）3月24日 - 常磐自動車道北茨城ICが供用開始。
- 1989年（平成元年）
  - 4月 - 北茨城市立図書館が開館[25]。
  - 4月1日  茨城県広域消防相互応援協定締結[19]。
- 1995年（平成7年）
  - 11月 - 日立市・高萩市・北茨城市・十王町の災害時相互応援協定締結[26]。
  - 12月1日 - 福島県いわき市と消防相互応援協定締結[19]。
- 1997年（平成9年）11月8日 - 茨城県天心記念五浦美術館が開館[27]。
- 1998年（平成10年）5月 - 常磐三市災害相互応援協定締結（いわき市・高萩市）[28]
- 2002年（平成14年）
  - 5月 - 北茨城市巡回バスの運用が開始[28][29]。
  - 8月 - 平成14年度全国高等学校総合体育大会が茨城県で開催。北茨城市では自転車競技が開催[30]。
- 2004年（平成16年）10月 - 常陸宮・同妃が北茨城市を訪問[31]。
- 2005年（平成17年）10月 - 公共下水道が供用を開始[32]。
- 2006年（平成18年）8月3日 - 石岡第二発電所取水堰堤が登録有形文化財に登録される[33]。
- 2007年（平成19年）5月1日 - 北茨城漁業歴史資料館「よう・そろー」が開館[34]。
- 2008年（平成20年）
  - 4月8日 - 茨城県立磯原郷英高等学校開校式が挙行される[35]。
  - 8月 - 第1回市民夏まつりが開催される[36]。
  - 11月1日 - 11月9日 - 第23回国民文化祭・いばらき2008が開催される[37]。
- 2010年（平成22年）4月 - 第1回石岡さくら祭りが開催される[36]。
- 2011年（平成23年）
  - 3月11日 - 東北地方太平洋沖地震（東日本大震災）が発生。北茨城市では最大震度6弱を観測し、死者10名、行方不明者1名、負傷者188名の被害が発生。北茨城市平潟町では推定6.9 mの津波を観測し、多くの床上・床下浸水の被害も発生した[38]。
  - 4月22日 - 天皇・皇后が市内の被災現場を訪問[39]。
- 2013年（平成25年）
  - 3月 - 市のイメージキャラクターが決定[40]。
  - 5月16日 - 静岡県小山町と「災害時に置ける支援協力に関する協定」を締結[40][41]。
  - 7月12日 - 「廃棄物と環境を考える協議会加盟団体災害時相互応援協定」を締結[42]。
- 2014年（平成26年）10月11日 - 第1回全国あんこうサミットが開催される[43]。
- 2016年（平成28年）
  - 2月23日 - 新消防庁舎が運用を開始[44]。
  - 6月 - 新北茨城市立図書館が開館[45]。
  - 9月17日 - 11月20日 - 茨城県北芸術祭が開催される[46]。
- 2017年（平成29年）11月20日 - 地方自治法施行70周年記念総務大臣表彰を受ける[47]。
- 2019年（令和元年）
  - 6月 - 群馬県太田市と連携協力に係る協定を締結[48]。
  - 9月28日 - 10月8日 - 天皇陛下御即位記念第74回国民体育大会・いきいき茨城ゆめ国体2019が開催。北茨城市はソフトテニスの会場となる[49]。
- 2020年（令和2年）4月13日 - 新型コロナウイルス感染症の拡大に伴い、公立小中学校の臨時休校が行われる[50]。

## 人口
| |                                          |  |
| 北茨城市と全国の年齢別人口分布（2005年） | 北茨城市の年齢・男女別人口分布（2005年） |  |
| ■紫色 ― 北茨城市 ■緑色 ― 日本全国 | ■青色 ― 男性 ■赤色 ― 女性                |  |
| 北茨城市（に相当する地域）の人口の推移 \| 1970年（昭和45年） \| 48,323人 \| \| \| 1975年（昭和50年） \| 44,332人 \| \| \| 1980年（昭和55年） \| 47,670人 \| \| \| 1985年（昭和60年） \| 51,035人 \| \| \| 1990年（平成2年） \| 51,093人 \| \| \| 1995年（平成7年） \| 52,074人 \| \| \| 2000年（平成12年） \| 51,593人 \| \| \| 2005年（平成17年） \| 49,645人 \| \| \| 2010年（平成22年） \| 47,026人 \| \| \| 2015年（平成27年） \| 44,412人 \| \| \| 2020年（令和2年） \| 41,801人 \| \| |                                          |  |
| 総務省統計局 国勢調査より |                                          |  |
| 1970年（昭和45年） | 48,323人                                 |  |
| 1975年（昭和50年） | 44,332人                                 |  |
| 1980年（昭和55年） | 47,670人                                 |  |
| 1985年（昭和60年） | 51,035人                                 |  |
| 1990年（平成2年） | 51,093人                                 |  |
| 1995年（平成7年） | 52,074人                                 |  |
| 2000年（平成12年） | 51,593人                                 |  |
| 2005年（平成17年） | 49,645人                                 |  |
| 2010年（平成22年） | 47,026人                                 |  |
| 2015年（平成27年） | 44,412人                                 |  |
| 2020年（令和2年） | 41,801人                                 |  |

## 行政
- 市長：豊田稔（1990年12月14日 - 1995年5月21日、2007年6月18日 - 現職。通算7期目）

### 歴代市長
| 代      | 氏名     | 就任年月日     | 退任年月日     | 備考                   |
| ------- | -------- | -------------- | -------------- | ---------------------- |
| 初-2代  | 片寄富七 | 1956年5月5日   | 1964年5月4日   |                        |
| 3-5代   | 豊田実   | 1964年5月5日   | 1975年4月18日  | 在職中に死去           |
| 6-8代   | 柴田章   | 1975年6月7日   | 1986年10月29日 | 在職中に死去           |
| 9代     | 松崎龍夫 | 1986年12月14日 | 1990年12月13日 |                        |
| 10-11代 | 豊田稔   | 1990年12月14日 | 1995年5月21日  | 収賄容疑で逮捕され辞職 |
| 12-14代 | 村田省吾 | 1995年6月18日  | 2007年6月17日  |                        |
| 15-19代 | 豊田稔   | 2007年6月18日  | 現職           |                        |

### 警察・消防
市内には警察署はなく、高萩警察署が全域を管轄している。
【警察】
- 高萩警察署 磯原駅前交番
- 高萩警察署 中妻駐在所
- 高萩警察署 大津港地区交番

【消防】
- 北茨城市消防署

### 医療機関
- 北茨城市民病院

## 議会

### 茨城県議会
- 選挙区：高萩市・北茨城市選挙区
- 定数：2人
- 任期：2023年1月8日 - 2027年1月7日[51]
- 投票日：2022年12月11日[51]
- 当日有権者数：35,642人[52]
- 投票率：37.63％

| 候補者名 | 当落 | 年齢 | 党派名     | 新旧別 | 得票数  | 備考             |
| -------- | ---- | ---- | ---------- | ------ | ------- | ---------------- |
| 豊田茂   | 当   | 51   | 自由民主党 | 現     | 8,627票 | 推薦：公明党本部 |
| 大平望   | 落   | 28   | 無所属     | 新     | 2,414票 |                  |
| 大足光司 | 当   | 54   | 無所属     | 新     | 2,120票 |                  |

※当日有権者数、投票率、得票数は北茨城市の結果のみを抽出した。

### 衆議院
（出典：）
- 選挙区：茨城5区 （日立市、高萩市、北茨城市、東海村）
- 任期：2024年10月27日 - 2028年10月26日[55]
- 当日有権者数：34,774人
- 投票率：51.76％

| 当落 | 候補者名 | 年齢 | 所属党派   | 新旧別 | 得票数  | 重複 |
| ---- | -------- | ---- | ---------- | ------ | ------- | ---- |
| 当   | 浅野哲   | 42   | 国民民主党 | 前     | 8,226票 | ○    |
|      | 石川昭政 | 52   | 自由民主党 | 前     | 8,045票 | ○    |
|      | 千葉達夫 | 42   | 日本共産党 | 新     | 1,326票 |      |

※当日有権者数、投票率、得票数は北茨城市の結果のみを抽出した。

## 経済

### 工業
- JX金属 磯原工場 - 非鉄金属
- NOK (企業) 北茨城事業場 - 輸送用機器、東京証券取引所市場第一部上場
- オート化学工業 北茨城工場
- 日亜鋼業 茨城工場 - 鉄鋼、東京証券取引所市場第一部上場
- 日東電気 磯原工場
- 扶桑薬品工業 茨城工場 - 医薬品、東京証券取引所市場第一部上場
- ユニマテック 第一工場 - 化学
- スリーエム ジャパン プロダクツ 茨城事業所

### 漁業

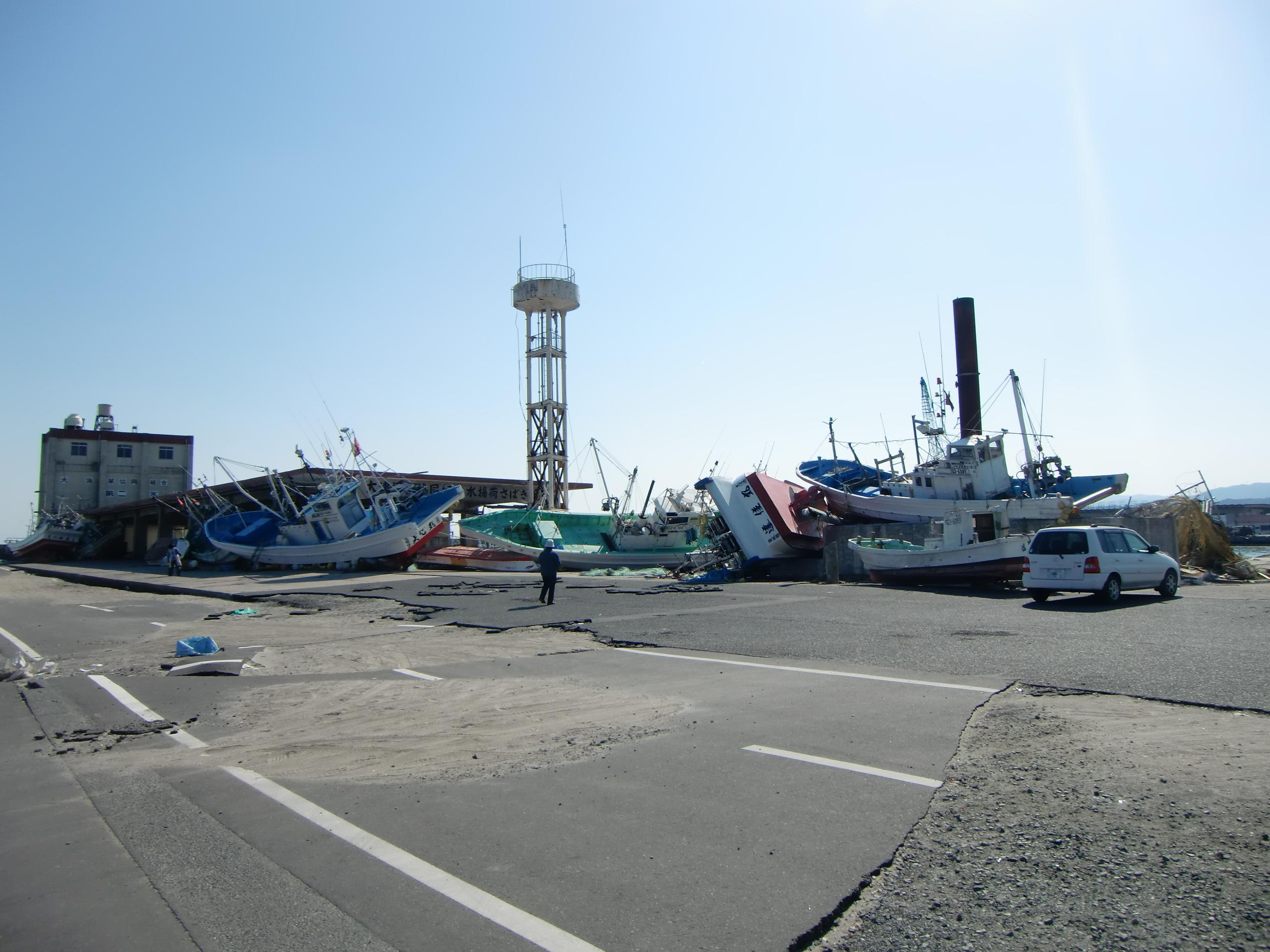
東日本大震災で被害を受けた大津漁港

- 平潟漁港
- 大津漁港

### 金融業
銀行・信用金庫
- 常陽銀行 2支店
- 筑波銀行 1支店
- 水戸信用金庫 1支店
- 茨城県信用組合 1支店
- 中央労働金庫 1支店

### 郵便
- 北茨城郵便局（集配局）
- 大津郵便局（集配局）
- 大津西町郵便局
- 南中郷郵便局
- 大塚郵便局
- 平潟郵便局
- 橋場郵便局
- 北茨城華川郵便局
- 関本郵便局

### 商業
磯原地区が商業の中心であるが、商店街が鉄道によって東西に分断されていること、店舗密度が低いこと、歩道や駐車場整備が不十分なことなどの要因から、日立や平へ購買力が流出している。
主な大型店
- サンユーストア
  - 磯原中央店
  - 大津店
  - 中郷店
- ヨークベニマル
  - 中郷店
  - 大津店
- マルト
  - 磯原SC店
- スーパーセンタートライアル
  - 北茨城店
- Aコープ
  - 磯原店
- 業務スーパー
  - 北茨城店
- みよし
  - 北茨城店
- カインズ　
  - 北茨城店
- コメリ　
  - ハード&グリーン北茨城店
- DCMニコット　
  - 磯原店
- ザ・ダイソー
  - 北茨城中郷店
- セリア
  - ヨークタウン中郷店
- ケーズデンキ　
  - 北茨城店
- ヤマダデンキ
  - テックランド北茨城店
- イエローハット
  - 北茨城中郷店
- WonderGoo
  - 北茨城店
- カワチ薬品
  - 北茨城店
  - 北茨城大津店
- ウエルシア薬局
  - 北茨城磯原店
  - 北茨城中郷店
- ツルハドラッグ
  - 北茨城店
  - 北茨城大津店
- ファッションセンターしまむら
  - 北茨城店
- ファッション市場サンキ
  - 北茨城店
- マックハウス
  - ヨークタウン中郷店
- 西松屋
  - ヨークタウン中郷店
- 東京靴流通センター
  - 北茨城店

## 主な学校
高等学校
- 茨城県立磯原郷英高等学校

中学校
- 北茨城市立中郷中学校
- 北茨城市立磯原中学校
- 北茨城市立常北中学校
- 北茨城市立関本中学校

小学校
- 北茨城市立中郷第一小学校
- 北茨城市立中郷第二小学校
- 北茨城市立石岡小学校
- 北茨城市立精華小学校
- 北茨城市立明徳小学校
- 北茨城市立中妻小学校
- 北茨城市立華川小学校
- 北茨城市立関南小学校
- 北茨城市立大津小学校
- 北茨城市立平潟小学校
- 北茨城市立関本小学校

## 交通

### 鉄道
東日本旅客鉄道（JR東日本）
- ■ 常磐線
  - 南中郷駅 - 磯原駅 - 大津港駅

### 路線バス
茨城交通の一般路線バスは2023年9月末をもって全路線廃止となり、以降は市営のコミュニティバスである北茨城市巡回バスのみが運行されている。

### 高速バス
- いわき号（東京駅 - 北茨城IC・いわき駅） JRバス関東・東武バスセントラル・新常磐交通
- いわき・日立 - TDR線（いわき駅・北茨城IC - 東京ディズニーリゾート） 京成バス千葉ウエスト・新常磐交通

### 道路
高速道路
- E6常磐自動車道
  - 中郷SA- 北茨城IC- 関本PA

一般国道
- 国道6号（陸前浜街道）
  - 北方面 - いわき・富岡・双葉・浪江・南相馬・相馬・仙台
  - 南方面 - 高萩・日立・東海・ひたちなか・水戸・石岡・土浦・東京

主要地方道
- 茨城県道10号日立いわき線
- 茨城県道22号北茨城大子線
- 茨城県道27号塙大津港線
- 茨城県道69号北茨城インター線

一般県道
- 茨城県道153号水沼磯原線
- 茨城県道154号山根大津港線
- 茨城県道155号里根神岡上線
- 茨城県道259号平潟港線
- 茨城県道299号里見南中郷停車場線
- 茨城県道301号大津港停車場線
- 茨城県道354号五浦海岸線

その他
- 県北東部広域農道
- 旗立峠

## 通信

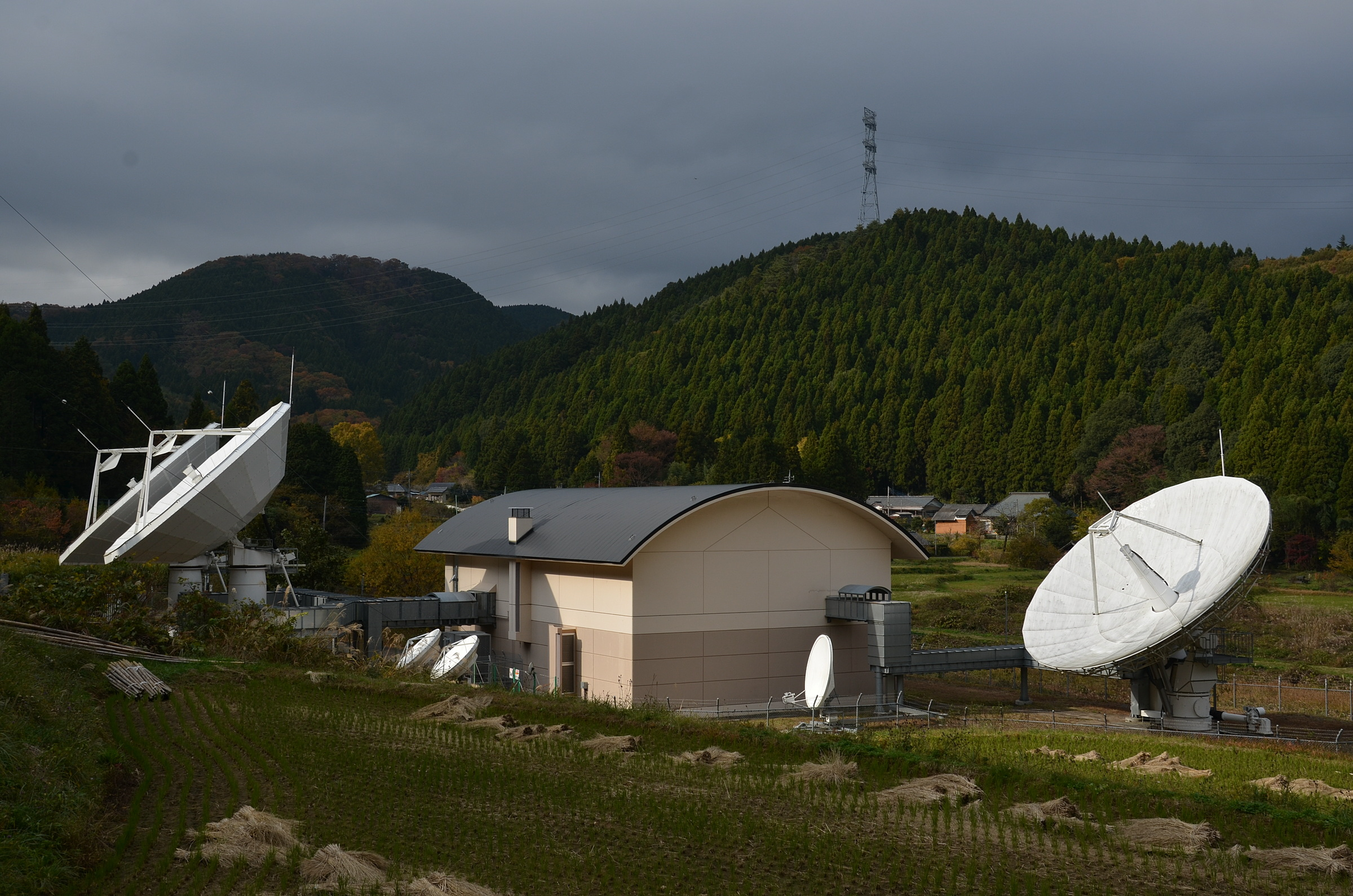
揚枝方衛星通信所

- 揚枝方衛星通信所 - NTTドコモの衛星電話（ワイドスター）の地上局がある

## 主な百選
- 日本の音風景100選：五浦海岸の波音
- 日本の渚百選：五浦海岸
- 日本の白砂青松100選：五浦海岸

## 名所・観光地・祭り

### 名所・観光地
- 花園花貫県立自然公園
- 花園神社
- 野口雨情記念館・北茨城市歴史民俗資料館
- 茨城県天心記念五浦美術館
- アートサロンギャラリー石井屋 - 石井竜也の実家でもある。

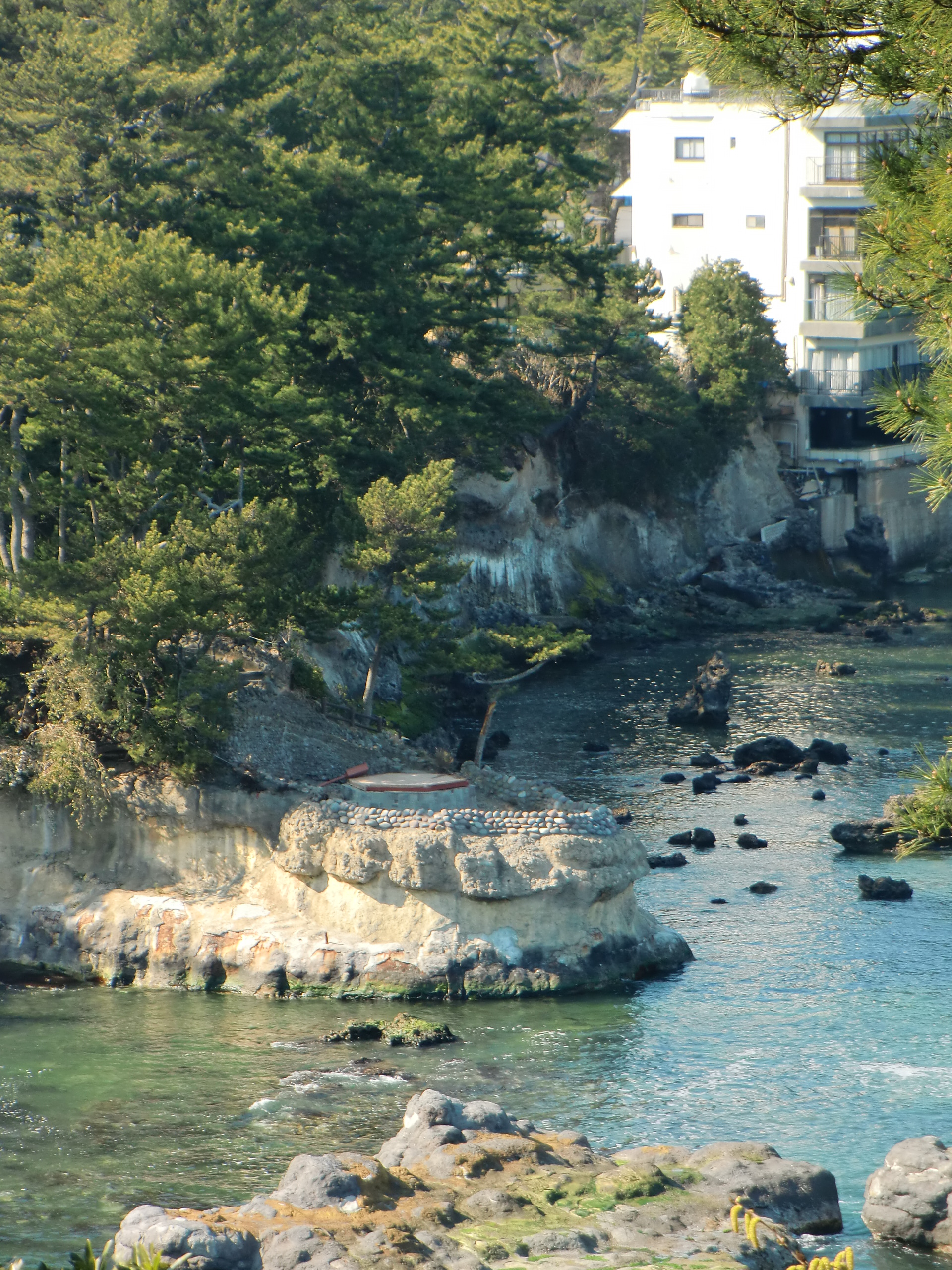
六角堂消失後の様子

- 六角堂 - 岡倉天心が日本美術館の本拠を移し思索にふけったと言われる、真紅な六角形の建物。周辺は微妙なコントラストを持つ観光の名所である。2011年3月11日に東日本大震災による津波で消失し[56]、再建されて2012年4月28日から一般公開されている。
- 大津漁港・平潟漁港
- 二ツ島海水浴場
- 五浦海岸・磯原海岸・長浜海岸
- 磯原温泉・五浦温泉・平潟港温泉・中郷温泉
- 大津岬灯台
- 公共の宿「マウントあかね」
- 花園オートキャンプ場
- ガラス工房「シリカ」
- 茨城パシフィックカントリー倶楽部
- 七ツ滝
- 磯原駅東のからくり時計
- 天心焼
- 皇祖皇太神宮天津教[57]

### 祭り
- 常陸大津の御船祭（5年に1度開催）
- 中郷 石岡さくら祭り（4月）
- 花園のささら（5月）
- 大津盆船流し（8月）
- 北茨城市民まつり（8月）
- 雨情の里港まつり（11月）
- 磯原節大会（12月）
- 富士ヶ丘棒ささら

## 著名な出身者
- 野口雨情（詩人）
- 松本辰夫（作家）
- ベルトラメリ能子 (声楽家)
- 蛭田二郎（彫刻家）
- 宮路オサム（歌手） - 出生地は新潟県佐渡郡相川町（現在の佐渡市）[58]。
- 石井竜也（歌手）
- 鈴木康二朗（元プロ野球選手）
- 金澤健人（元プロ野球選手）
- 細川成也（プロ野球選手） - 出生地は神奈川県厚木市
- 武藤修平（プロバスケットボール選手）
- 金子美奈子（ダンサー・振付師）
- 来栖あつこ（女優）
- 村山優香（女優）
- SWEETIE JUNK FILE（ロックバンド）
- 滝善充（ミュージシャン）
- 渡辺壮亮（ミュージシャン、嘘とカメレオンギター・コーラス担当）
- 大塚利恵（作詞家・シンガーソングライター）
- 大滝良江（ピアニスト、編曲家）
- TRILL DYNASTY (HIPHOP 作曲家）

## 姉妹都市・提携都市

### 国内
- 長野県中野市
  - 1980年（昭和55年）5月29日 - 姉妹都市提携[59]。

### 海外
- ワイロア地区
  - 1999年（平成11年）5月8日 - 国際親善友好都市提携[60]。

## 北茨城市をロケ地とする作品
- フラガール（2006年9月公開の映画） - 市内の中郷地区で炭鉱住宅（炭住）のロケが行われた[61]。